# CouchDB
Apache CouchDB ist ein Datenbankmanagementsystem nach dem Ansatz einer dokumentenorientierten Datenbank, das seit 2005 als freie Software entwickelt und unter den Bedingungen von Version 2.0 der Apache-Lizenz verbreitet wird. CouchDB ist größtenteils in der Programmiersprache Erlang geschrieben. Als Skriptsprache wird JavaScript eingesetzt, welches serverseitig von SpiderMonkey interpretiert wird.
Das Ziel von CouchDB ist es, das einfache Datenmodell einer dokumentenorientierten Datenbank mit der Skalierbarkeit und Leistung einer professionellen relationalen Datenbank zu verknüpfen. Dazu muss CouchDB auf Mehrkern-Systemen und in Multi-Server-Umgebungen einsetzbar sein.

## Entwicklungsgeschichte
CouchDB wird seit 2005 von Damien Katz entwickelt, der vorher als Senior Developer an Lotus Notes gearbeitet hatte. Sein Ziel ist die Verbindung des dokumentenorientierten Ansatzes von Lotus Notes mit dem MapReduce-Ansatz von Bigtable, der verteilten High-Performance-Datenbank von Google, die als proprietäre Lösung nicht frei verfügbar ist. Mit CouchDB sollte ein schemaloses Datenbanksystem entstehen, das durch Verteilbarkeit eine hohe Durchsatzrate ermöglicht. Der Name CouchDB ist ein halbironisches Backronym, das für „Cluster of unreliable commodity hardware Data Base“ steht. (Zu deutsch: „Datenbank auf einem Cluster aus unzuverlässiger Standardhardware“.)
Im November 2007 wies die IANA CouchDB offiziell die Portnummer 5984 (tcp/udp) zu.
Nachdem Damien Katz die CouchDB-Entwicklung für zwei Jahre privat betrieb, arbeitete er von Januar 2008 bis 2009 als Vollzeitangestellter von IBM und trieb dort die weitere Open-Source-Entwicklung von CouchDB voran. Der für die Einstellung von Katz verantwortliche IBM-Manager bezeichnete diesen Schritt nicht als Akquisition, wenngleich in der Zukunft die Verwendung von CouchDB in IBM-Produkten vorstellbar sei. Neben Damien Katz arbeiten sechs weitere Entwickler aktiv an CouchDB. Ende 2009 gründete Katz mit 2 Millionen Dollar Venture-Kapital eine eigene Firma namens Relaxed Inc.
CouchDB war ab Februar 2008 im Incubator (zu Deutsch: Brutkasten) der Apache Software Foundation; dort werden Projekte an die Richtlinien der Apache Foundation angepasst, bevor sie ein Top-Level-Projekt werden. Im März und im Juli 2008 hielten Jan Lehnardt (CouchDB-Committer) und Damien Katz Vorträge auf den O’Reilly-Entwicklerkonferenzen ETech 2008 und OSCON 2008. Im November 2008 wurde CouchDB zu einem Apache Project aufgewertet. Trotz der Versionsnummer von 0.11 wurde CouchDB im Juni 2009 schon produktiv in etwa 13 Softwareprojekten und 40 Websites eingesetzt.
Version 1.0 erschien am 14. Juli 2010 mit drastisch verbesserter Arbeitsgeschwindigkeit und Unterstützung für Windows-Betriebssysteme.
Ab der Version 1.1.0 von Anfang Juni 2011 wird SSL nativ unterstützt.
Außer der Referenzimplementierung im Apache CouchDB Projekt werden von den Herstellern IBM und Couchbase auch kommerzielle CouchDB-kompatible Datenbanken als SaaS angeboten und entwickelt.

## Einsatz
Beim CERN in Genf werden am Large Hadron Collider Daten in der Menge von ca. 10 PB pro Jahr produziert. Hierfür wird Apache CouchDB als Data Management System aufgrund der großen Mengen unstrukturierter Daten eingesetzt. Das Disaster Action Team des Internationalen Roten Kreuz setzt in Katastrophengebieten die auf CouchDB basierende mobile App iDAT ein. CouchDB ermöglicht hiermit den Betrieb als fehlertolerante Multi-Node (Peer-to-Peer) Datenbank in Regionen mit stark eingeschränkter Netzverfügbarkeit. Bei IBM wird CouchDB als zentrales Fundament zur Bereitstellung und Orchestrierung der Infrastruktur der IBM Cloud-Dienste eingesetzt.
United Airlines verwendet CouchDB für Betrieb und Management des „In-Flight Entertainment System“ in seinen über 3.000 Flugzeugen. Auch Facebook verwendet CouchDB in diversen Softwareprojekten und Anwendungen. Die Node.js Paketverwaltung npm verwendet Apache CouchDB als zentrale verteilte Datenbank. Das dynamische Content-Management-System der englischen Sendergruppe BBC wurde mit CouchDB als Datenbank realisiert.

## Eigenschaften
Die wichtigsten Eigenschaften von CouchDB:
Architektur
CouchDB ist eine dokumentenorientierte Datenbank und unterscheidet sich wie andere dokumentenorientierte Datenbanken (z. B. Lotus Notes) grundlegend von relationalen Datenbanken (RDBM). Im Gegensatz zu diesen RDBMs speichert CouchDB die Daten nicht in Tabellen, Zeilen und Spalten, sondern verwaltet sie in Dokumenten, die aus JSON-Objekten bestehen (ältere Versionen von CouchDB benutzten XML).
Zugriff und Schnittstellen
Der Zugriff auf die Daten erfolgt bei CouchDB über eine REST-HTTP-Schnittstelle.
Indirekt
Für viele klassische Programmiersprachen stehen Bibliotheken und Clients zur Verfügung, um wie bei anderen Datenspeichern (z. B. SQL-Datenbanken oder Textdateien), den Zugriff auf CouchDB zu standardisieren: JavaScript (Standard), PHP, Perl, Ruby oder Python. Die Unterstützung für weitere Sprachen ist geplant.
Zusätzlich bietet CouchDB eine Plug-in-Architektur, die es dem Nutzer erlaubt, weitere Funktionen hinzuzufügen.
Direkt
Dokumente und Dateien können direkt von CouchDB ohne einen zusätzlichen Webserver an einen Browser ausgeliefert werden. Diese können per Ajax (das ebenfalls von CouchDB ausgeliefert wird) weitere Inhalte nachladen und an das DOM hängen. Es kann aber auch direkt dynamisch serverseitig generiertes HTML geladen werden.
MapReduce
Im Gegensatz zu herkömmlichen Datenbanken werden Filter bei CouchDB parallel über MapReduce und nicht während der eigentlichen Abfrage abgearbeitet. Trotzdem können Abfragen (sogenannte views) in CouchDB auch Funktionen enthalten, die während der Abfrage ausgeführt werden.
Multiversion Concurrency Control
Um Schreib-Lese Blockaden zu vermeiden werden mit Multiversion Concurrency Control Daten nicht überschrieben, sondern immer neue Versionen hinzugefügt. Beim Replizieren wird die große Menge an alten Versionen nicht weitergegeben. Über die Nutzung von ACID wird u. a. die Versionsverwaltung und hohe Zugriffsgeschwindigkeit erreicht.
Merge-Replikation
Durch die Möglichkeit der Merge-Replikation können mehrere Instanzen gleichzeitig und unabhängig betrieben werden.
Oft wird CouchDB mit spaltenorientierten Datenbanken verglichen, wie zum Beispiel Bigtable. CouchDB ist aber kein spaltenorientierter Speicher, da einzelne Dokumente innerhalb derselben Datenbank eine voneinander unterschiedliche Struktur besitzen können.

## Integrierte Software
Da CouchDB eigenständig als Webserver Dokumente direkt an den Browser verteilen kann, kann auf jegliche zusätzliche Software wie Webserver und serverseitige Skriptsprachen (z. B. PHP, Ruby) verzichtet werden.

### Fauxton
Fauxton ist ein Web-Interface zur Administration von CouchDB. Ähnlich wie phpMyAdmin, können auch Datenbanken auf fremden Rechnern über eine Netzwerkverbindung oder das Internet administriert werden. Ab Version 2.0 ist Fauxton in die CouchDB-Installation integriert und über „server:5984/_utils“ erreichbar.

### Couchapp
Couchapp ist ein integriertes Javascript-Webframework für CouchDB. Couchapp nutzt stark das Paradigma Konvention vor Konfiguration und bietet clientseitige jQuery-Bibliotheken an. Über die Couchapp-Kommandozeile lässt sich ein strukturierter Dateibaum als Mustervorlage für eine CouchDB-Anwendung erzeugen und als Design-Dokument in die CouchDB laden.
In Couchapp sind folgende jQuery-Erweiterungen integriert:
Evently
durch Javascript-Events werden Widgets an die HTML-Grundstruktur nachgeladen. Neben inhaltlichen Elementen werden vor allem Elemente zur Bearbeitung von Dokumenten über Evently gesteuert.
Mustache
eine einfache Template-Engine.
Pathbinder
kann aus dem URL-Fragment (hash) (seite.html#unten) Javascript-Events anstoßen.
CouchApp Loader
lädt ein Design-Dokument der CouchDB in die Javascript-Anwendung.
Markdown
zur Eingabe von Inhalten ist die vereinfachte Auszeichnungssprache Markdown eingebunden.
Im Unterschied zu serverbasierten, klassischen großen Webframeworks kann Couchapp keine Bilder skalieren oder E-Mails verschicken.

## PouchDB
PouchDB ist eine mit CouchDB API-Kompatible Datenbank in JavaScript geschrieben und sie kann als Ergänzung zur CouchDB verwendet werden.
PouchDB läuft im Browser und auf Node.js und speichert die Dokumente im Web Storage des Browsers. Ein Anwendungsszenario ist die uneingeschränkte Funktion
einer Webapplikation ohne permanenten Internetzugang. Eine Synchronisierung der Daten zwischen PouchDB und CouchDB kann zu einem Zeitpunkt
erfolgen, wenn wieder eine Internetverbindung besteht.